# Гораждевац
Гораждевац (серб. Гораждевац, алб. Gorazhdeci) — местечко близ города Печ в Косово. Деревня была обитаемой по крайней мере с XIII века, когда она была упомянута в золотой булле Стефана Немани (или его сына, Стефана Первовенчанного).

## История
Как сербский анклав в населённом преимущественно албанцами регионе западного Косово, Гораждевац был сценой этнической напряжённости между двумя сообществами. Населённый пункт стал местом атак партизанских групп Армии освобождения Косово, в конце 1990-х годов, когда они вступили в бой с полувоенными сербскими группировками, обвиняемыми в совершении зверств против местного албанского населения. После окончания Косовской войны в июне 1999 года большая часть населения (2000 сербов) подверглась атаке воинствующих албанцев, впоследствии часть населения вернулась. Население сегодня составляет около 850 человек.
В июне 2003 года Веселин Бесович из Гораждеваца был приговорён международным судом в Пече к семи годам тюрьмы за преступления, якобы совершённые в деревнях Чуска (Čuska) и Захач (Zahać). Он был помилован.
Согласно переписи Косово 2011 года, в деревне проживало 570 человек, из них 255 сербов (44.7 %), 148 албанцев (25.9 %), 139 цыган (24.4 %), 26 боснийцев (4.6 %) и 2 представителя других национальностей. Перепись была частично бойкотирована сербским населением.

### Убийства 2003 года в Гораждеваце
Деревня оказалась под повторяющимися атаками албанских экстремистов начиная с конца Косовской войны; поселение вошло в число сербских анклавов в Косово под круглосуточной охраной силами КФОР. В августе 2003 года 19-летний сербский юноша и 12-летний подросток были убиты и ещё четыре ребёнка ранены огнём из автоматов, пока те купались в реке Бистрице недалеко от Гораждеваца. Атака произошла незадолго до того как 200 сербских беженцев из Косова должны были вернуться в свои дома, и возвращение пришлось срочно отложить вследствие данного инцидента. В совершении правонарушения подозревались албанские экстремисты, но преступники так и не были найдены.